# No Future in the Past
„No Future in the Past” - jest to piosenka Nadiyi z gościnnym występem Kelly Rowland. Jest to pierwszy singiel promujący płytę Nadiyi "Electron Libre". Teledysk do utworu "No future in the past" powstał w lipcu 2008 roku w Miami na Florydzie. Premiera teledysku odbyła się 27 października 2008 na antenie francuskiej telewizji muzycznej NRJ.